# Henricia leviuscula
Henricia leviuscula is een zeester uit de familie Echinasteridae.
De wetenschappelijke naam van de soort werd in 1857 gepubliceerd door William Stimpson.